# Les Baux-de-Provence
 Les Baux-de-Provence  je starobylá vesnice se zříceninou hradu, ležící na skalní plošině na jihu Francie v departementu Bouches-du-Rhône. Obec získala pojmenování podle svého umístění – baou znamená v provensálštině „skalnatý výběžek“. Vesnice byla zařazena mezi Nejkrásnější vesnice Francie.
Podle této vsi byla pojmenována hornina bauxit, kterou zde v roce 1821 poprvé objevil geolog Pierre Berthier.

## Historie
Prvním historicky doloženým etnikem sídlícím v prostoru pozdějšího hradu byli ve 3. století př. n. l. Ligurové. O dvě století později založili na úpatí skály vojenský tábor Římané a spojili ho silnicí s Arles. Za invaze barbarů v 5. století sloužila skála jako útočiště křesťanů z Arles. Někdy v té době zde bylo vybudováno první rozsáhlé kamenné opevnění. V písemných pramenech se jako první majitel pevnosti uvádí v roce 900 Leibulf. Kolem roku 1000 si tehdejší majitel hradu Hugo vzal do rodového jména přídomek „z Baux“, čímž se stal zakladatelem stejnojmenné dynastie. Podle rodinné legendy byli páni z Baux potomci biblického krále Baltazara, jednoho ze Tří králů.
Příslušník rodu Vilém Hugues z Baux se jako člen družiny Raimonda z Toulouse zúčastnil první křižové výpravy. Jeho syn Raimond I. z Baux byl exkomunikován z církve, protože zničil klášter Saint-Gilles. Do dějin Provensálska se zapsaly „války Baux“ (1142–1162), ve kterých soupeřili páni z Baux s provensálskými hrabaty z Barcelonské dynastie o moc v Provensálsku. Významnou osobností rodu byl Barral I. z Baux, kterému se podařilo v roce 1249 získat titul podesty Arles, mj. i v důsledku spojenectví s Karlem z Anjou. V polovině 14. století byl Hugo IV. z Baux komořím královny Jany, která ho jmenovala provensálským senešalem. Po královnině zavraždění se hradu roku 1355 zmocnil její nepřítel Charles Duras. Poslední vládkyní a zároveň poslední členkou rodu byla bezdětná Alice z Baux.

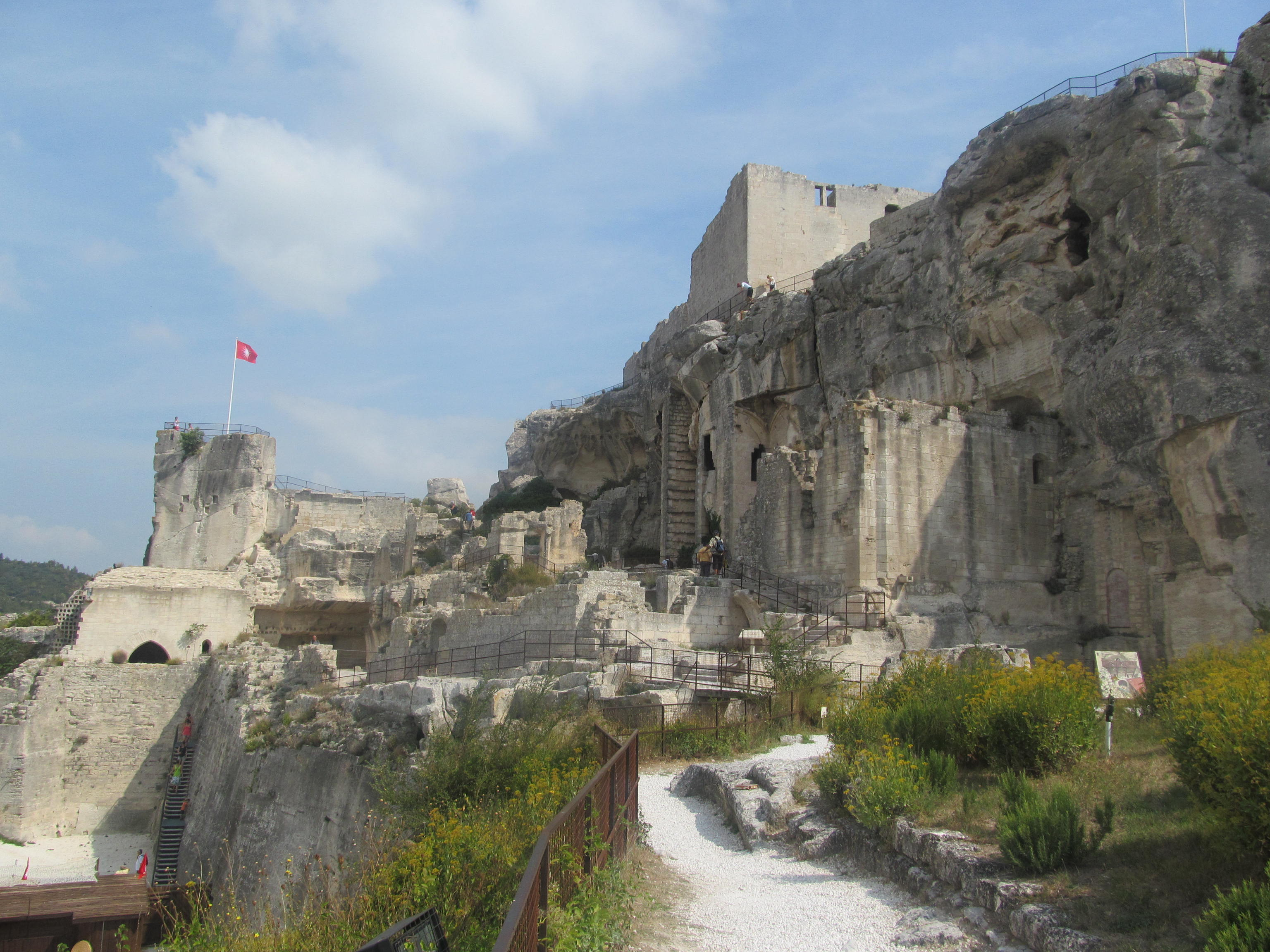
Donjon a věž Paravelle

Po její smrti připadlo panství Baux francouzské Koruně. Na začátku 80. let 15. století, za vlády Ludvíka XI., nechal králův důvěrník Baudricourt hradní opevnění pobořit, protože nepovažoval hrad ze strategického hlediska za důležitý. K rekonstrukci hradu došlo brzy nato, za krále Karla VIII., který Provensálsko zbavil částečné nezávislosti a roku 1486 jej definitivně připojil k Francii. V souvislosti s rozvojem palných zbraní ztratil na začátku 16. století hrad svou pevnostní funkci. V roce 1513 daroval Ludvík XII. hrad s panstvím Bernardinovi z Baux, rytíři johanitského řádu, vzdálenému příbuznému rodiny původních majitelů. Král František I. Bernardinovi v roce 1528 hrad zabavil a jeho správou pověřil Anne z Montmorency. Tento šlechtic organizoval obranu Provensálska ve válkách s německým císařem Karlem V. Montmorency byl milovníkem umění a přetvářel hrad v renesanční sídlo. Za hugenotských válek koncem 16. století majitelé hradu střídavě podporovali hugenoty a katolíky.

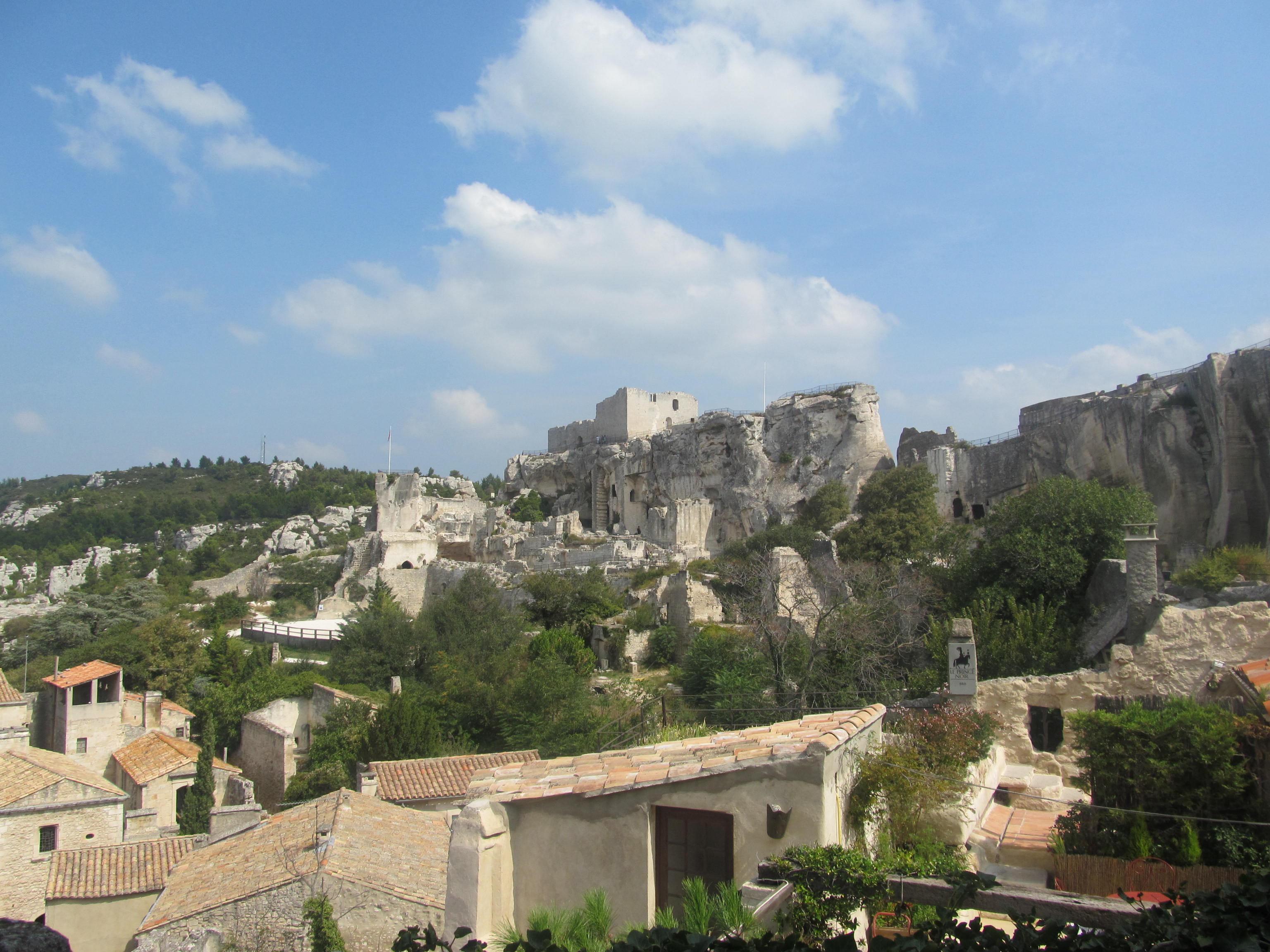
Hrad v pohledu od vesnice

Obyvatelstvo a šlechta kraje, zejména rod Manville, který Les Baux spravoval, stále tíhli k protestantismu. Přesto městu Les Baux v roce 1613 král Ludvík XIII. udělil rozsáhlá privilegia. Koncem 20. let 17. století se přidalo město na stranu králova bratra, vévody Gastona Orleánského, který se vedl povstání proti královské moci ztělesňované kardinálem Richelieu. Pro Les Baux to mělo osudné následky. V létě 1631]bylo po obléhání, trvajícím 27 dní, město i s hradem dobyto vojsky místodržícího z Arles Charlese d´Estoublon. Na příkaz kardinála Richelieua bylo opevnění hradu a města během jednoho měsíce zbořeno. Město bylo prodáno jeho obyvatelům.
V roce 1642 daroval Ludvík XIII. město monackému knížeti Hercule Grimaldimu jako odškodné za územní ztráty, které utrpěl ve válce se Španělskem. On a jeho šest následovníků používalo titul markýz z Baux. Poslední z nich, Honoré de Grimaldi, ztratil Les Baux za Velké francouzské revoluce. Během revoluce část obyvatel republikánského smýšlení město opustila a usadila se ve městech v nížině, kde byly ustaveny komuny. Ve městě zůstali jen monarchisté.
V období mezi revolucí a počátkem 20. století bylo poničené město takřka opuštěné. Zatímco v roce 1793 mělo 3531 obyvatel, v roce 1906 jen 301. Život se do města začal vracet až s rozvojem cestovního ruchu v 70. letech 20. století.

## Vesnice

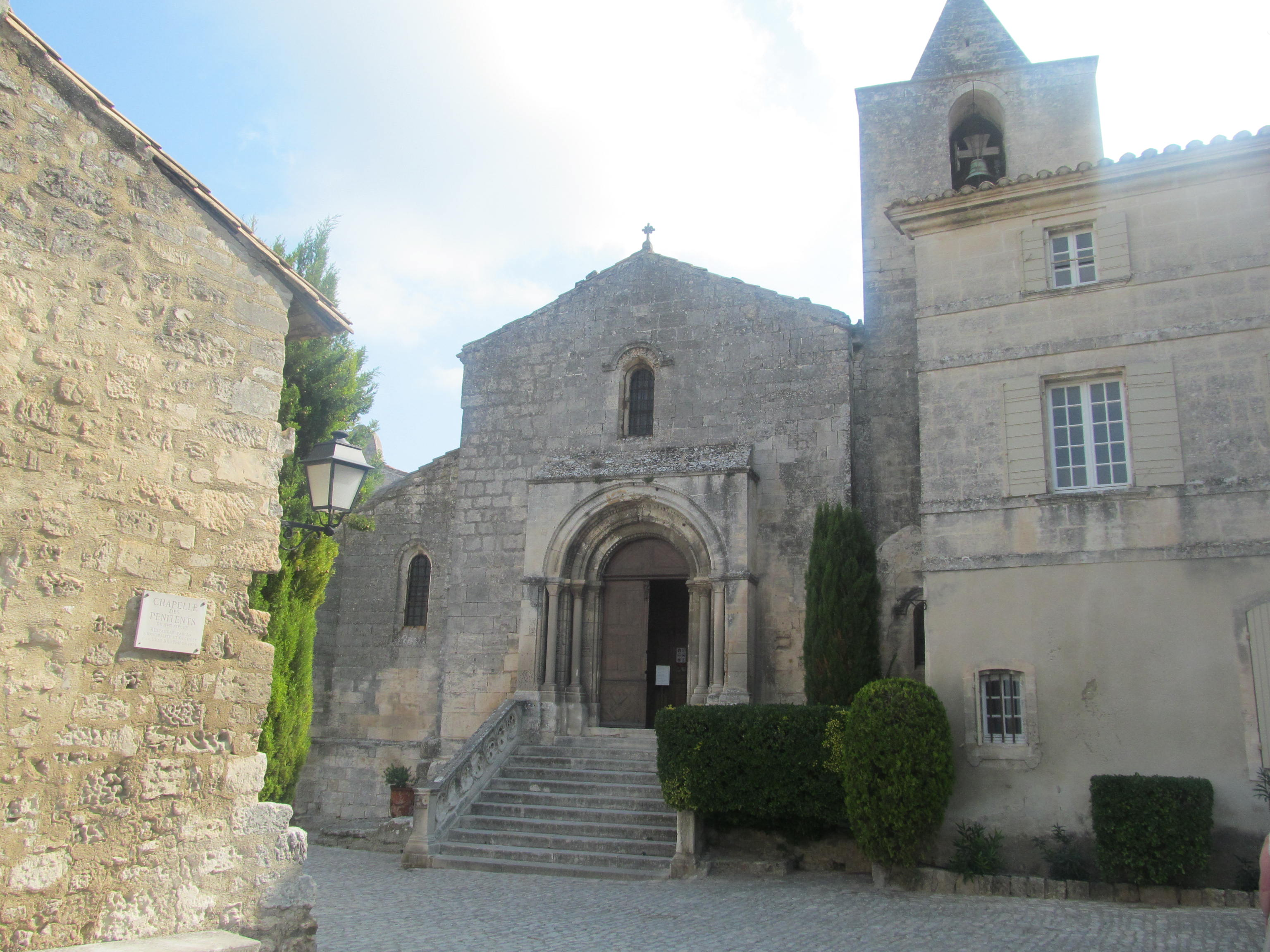
Kostel sv. Vincence

Vesnice rozložená pod hradem má původní středověký půdorys, jednotlivé budovy pocházejí většinou ze 14. – 16. století. Nejvýznamnější architektonické památky jsou následující:
- Hotel de Manville postavil v 16. století architekt Flayelle pro Clauda III. z Manville. Dnes je v budově radnice.
- Hotel de Brion s vysokou věží ze 16. století. Je v něm umístěna nadace grafika a typografa Ludvíka Jou (1882–1964).
- Hotel Porceletů ze 16. století s pohřební kaplí rodiny Manville
- Kostel sv. Vincence byl založen asi v 10. století. V průběhu 16. a 17. století byl přestavován a rozšířen.

## Hrad

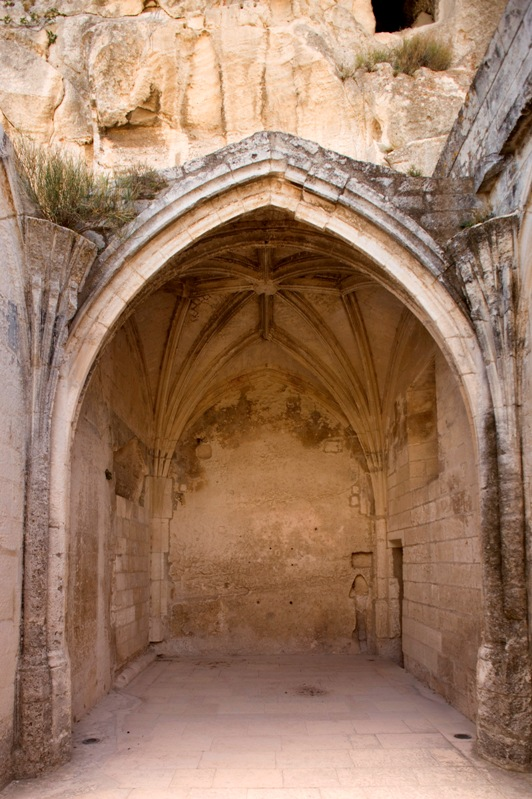
Kaple sv. Kateřiny

Hradní areál se rozkládá na sedmi hektarech. Hradní jádro, postavené v dnešní podobě zřejmě ve 13. století, se skládalo z bergfritu a paláce. V jeho prvním patře se nacházelo 15 místností. Hrad chránily 3 věže: Saracénská, Taravelle a Prokletá. Do vnitřního hradu se přicházelo branou Laura, umístěnou mezi věžemi Saracénskou a Prokletou. Nejstarším hradním kostelem je částečně dochovaná kaple svaté Kateřiny z 12. století, původně zasvěcená Panně Marii. Ke změně patrocinia došlo při přestavbě v 15. století. V předhradí se nachází kaple svatého Blažeje zřejmě z 11. století. V 17. století byla přičleněna ke špitálu, založeném v blízkosti kaple roku 1585 hraběnkou Janou z Quinqueranu. Ze špitálu se dochovalo jen obvodové zdivo. Na předhradí je rovněž pomník provensálského národního básníka Charlese Rieu.